# TMED1
TMED1 (англ. Transmembrane p24 trafficking protein 1) – білок, який кодується однойменним геном, розташованим у людей на короткому плечі 19-ї хромосоми. Довжина поліпептидного ланцюга білка становить 227 амінокислот, а молекулярна маса — 25 206.
| 10         |  | 20         |  | 30         |  | 40         |  | 50         |
| ---------- |  | ---------- |  | ---------- |  | ---------- |  | ---------- |
| MMAAGAALAL |  | ALWLLMPPVE |  | VGGAGPPPIQ |  | DGEFTFLLPA |  | GRKQCFYQSA |
| PANASLETEY |  | QVIGGAGLDV |  | DFTLESPQGV |  | LLVSESRKAD |  | GVHTVEPTEA |
| GDYKLCFDNS |  | FSTISEKLVF |  | FELIFDSLQD |  | DEEVEGWAEA |  | VEPEEMLDVK |
| MEDIKESIET |  | MRTRLERSIQ |  | MLTLLRAFEA |  | RDRNLQEGNL |  | ERVNFWSAVN |
| VAVLLLVAVL |  | QVCTLKRFFQ |  | DKRPVPT    |  |            |  |            |

A: Аланін

C: Цистеїн

D: Аспарагінова кислота

E: Глутамінова кислота

F: Фенілаланін

G: Гліцин

H: Гістидин

I: Ізолейцин

K: Лізин

L: Лейцин

M: Метіонін

N: Аспарагін

P: Пролін

Q: Глутамін

R: Аргінін

S: Серин

T: Треонін

V: Валін

W: Триптофан

Задіяний у таких біологічних процесах, як транспорт, транспорт білків. 
Локалізований у клітинній мембрані, мембрані, ендоплазматичному ретикулумі, апараті гольджі.